# Ümminger See

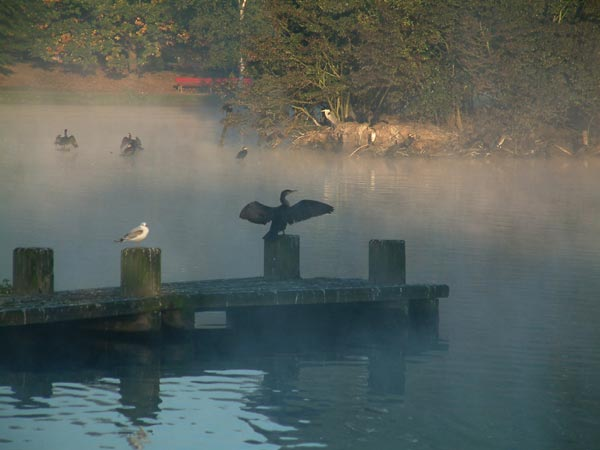
Ümminger See im Morgennebel

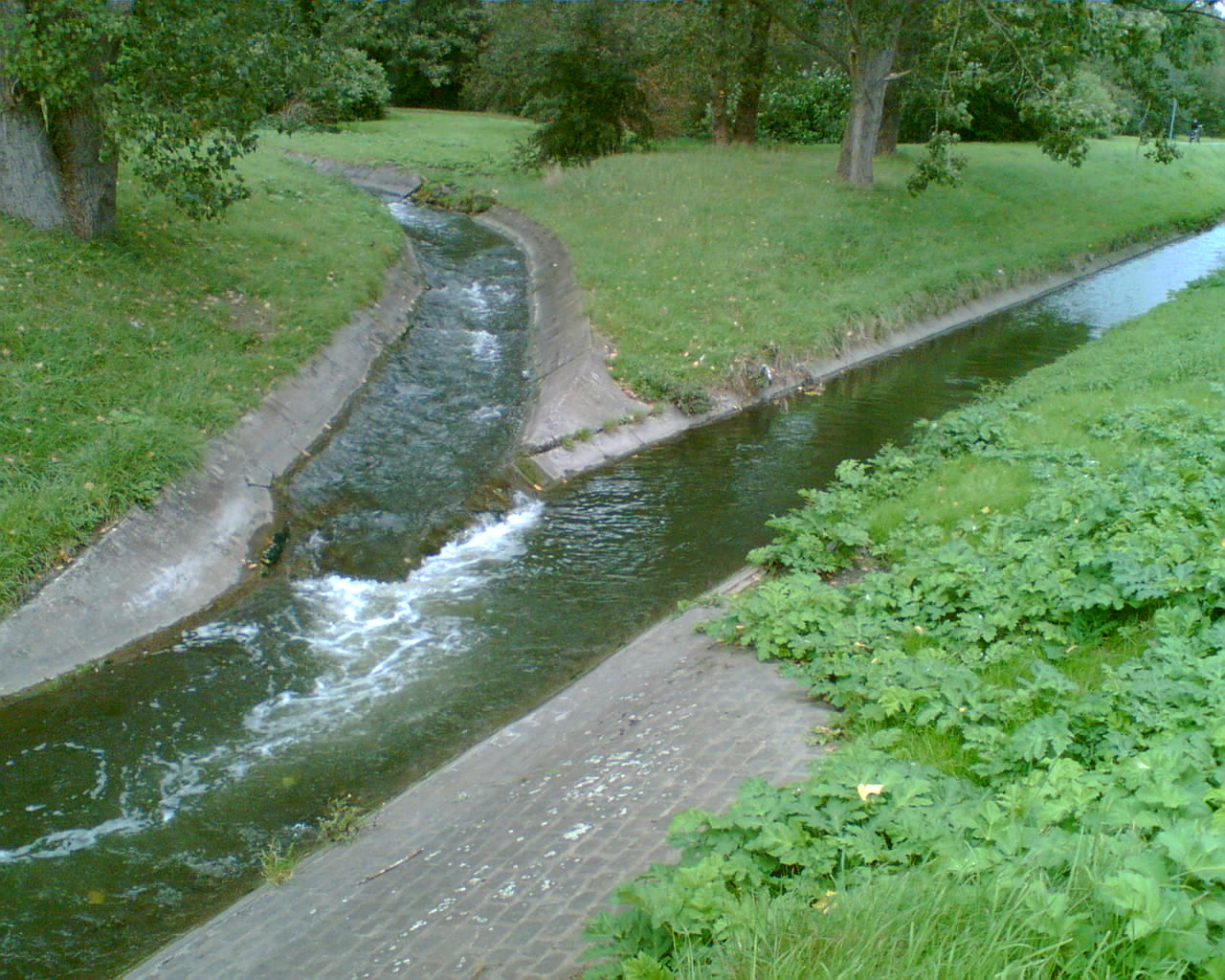
Abfluss des Sees

Der Ümminger See ist ein künstlich angelegter See in der Ruhrgebietsstadt Bochum. Er liegt nördlich der Ortslage Ümmingen in den Bochumer Gemarkungen Laer, Werne und Langendreer.

## Beschreibung
Der See hat eine Fläche von 10,43 Hektar und dient als Naherholungsgebiet. Das Areal um den See wird im Westen durch die A 43, im Süden durch die B 226, im Osten durch ein angrenzendes Gewerbegebiet und im Norden durch die Bahnstrecke Essen-Überruhr–Bochum-Langendreer begrenzt.
Gespeist wurde der See ursprünglich durch den Harpener Bach. Im Rahmen der Renaturierung des Bachs wird dieser um den See herum geleitet und der See direkt aus den Harpener Teichen gespeist. Entwässert wird der See über den Oelbach in die Ruhr.

## Geschichte
Im Mittelalter entstanden als Vorläufer des Sees an der Mühle des Hofes Schulte-Suntum zwei Mühlenteiche. Mit dem Bau des Dorothea-Erbstollens der Zeche Vollmond begannen im 18. Jahrhundert die Verunreinigungen mit Zechen-Abwässern.
Um die Abwässer der nahen Zechen Vollmond, Mansfeld und Robert Müser zu klären (z. B. zum Absetzen von Kohlenschlamm aus der Kohlenwäsche), legte man Absetzteiche an. Einer dieser Absetzteiche entstand von 1934 bis 1935 als Arbeitsbeschaffungsmaßnahme südwestlich des Hofes Schulte-Suntum. Während der Hauptteil des Wassers direkt in den Absetzteich floss, gab es auf der östlichen Seite einen Graben als Bypass, der unterhalb des Teichabflusses wieder auf den Bachlauf traf.
Mit Schließung der Zeche Robert Müser wurde der Absetzteich 1968 überflüssig. 1976 wurde die Anlage durch Ausgrabung sowie Ufer- und Seebodenbefestigung zum integralen Bestandteil eines Naherholungsgebietes ausgebaut. Der Bypass-Graben wurde im Rahmen des Umbaus 1977 verfüllt. Südöstlich des Sees wurde jedoch ein Teil des alten Bypass-Grabens als Biotop erhalten. 
An dem See lebt eine größere Population Kormorane. Auch Fischreiher sind häufig zu beobachten.
Nach einem Hochwasser entstand südwestlich des Ümminger Sees ein Teich aus Altwasser, wo sich heute ein weiteres Biotop gebildet hat.

## Grubenwasser und Abwasser
Auf dem Gebiet der Zeche Robert Müser entstand nach der Schließung der Zechenanlagen eine der Haupt-Pumpstationen für Grubenwasser für das südliche Ruhrgebiet. Damit das in den alten Bergwerken anfallende Wasser nicht unkontrolliert mit dem Grundwasser in Kontakt kommt, wird es in einer Tiefe von 550 m abgepumpt und über die Harpener Teiche, den Ümminger See und den Oelbach dem Klärwerk Oelbachtal zugeführt. Jährlich fallen hier etwa 7,8 Mio m³ Grubenwasser an. Dies ist sehr  salzhaltig und durch Beimengungen von Schwefelwasserstoff geruchsintensiv.
Im Falle alter überlasteter Abwasserkanäle (insbesondere bei starkem Regen) können auch Abwässer der Stadtteile Langendreer und Werne den in den Ümminger See gelangen. Der dadurch entstehende Fäkaliengeruch kann (besonders im Sommer) deutlich wahrgenommen werden. 

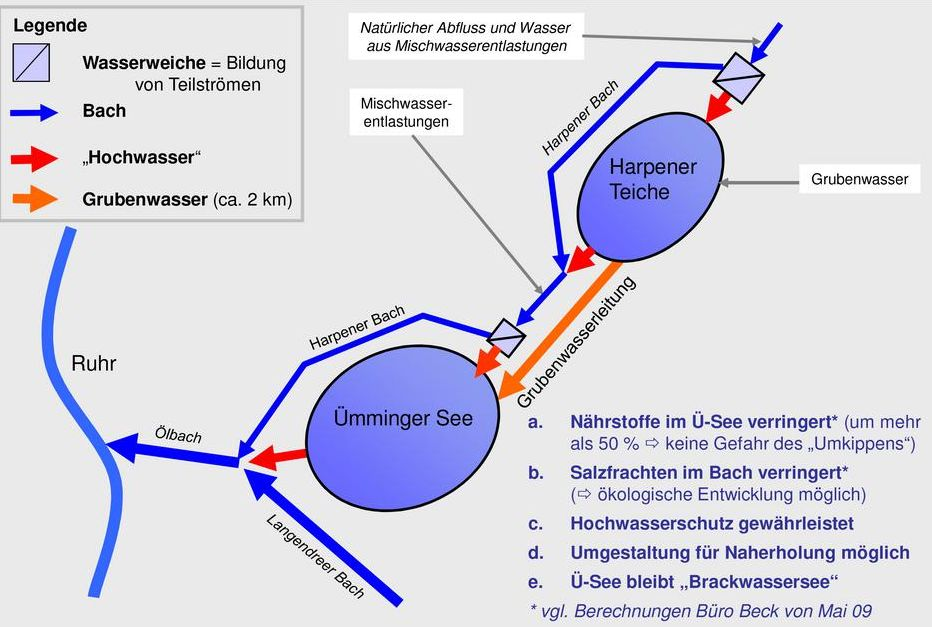
Rahmenkonzept: Umbau des Harpener Bachs (Quelle: Stadt Bochum)

Die Stadt Bochum hat entschieden, den Harpener Bach zu renaturieren und von Gruben- und Abwässern zu trennen. Hierzu wird der Harpener Bach in ein neues Bachbett am Rande des Ümminger Sees verlegt (neuer Bypass). Der Ümminger See wird dann über eine Rohrleitung mit Wasser aus den Harpener Teichen gespeist.  
Auch im weitern Verlauf des Harpener Bachs bzw. des Oelbachs sollen Bachwasser und Grubenwasser nach Möglichkeit getrennt werden.

## Freizeitangebote
1995 bis 2009 fand am See das Event Ümminger Summertime statt. Mittelpunkt der Veranstaltung waren Konzerte am Abend mit Live-Musik, die Modellbootregatta im Innenhafen sowie eine Open-Air-Disco mit dem 'Power Tower'.
Zu den Freizeitangeboten am See gehört neben einer Rollschuhbahn, auf der sich der Skaterhockey-Verein „Bochum Lakers“ gründete, auch ein großer Biergarten sowie ein großer Spielplatz. Hier befand sich früher auch ein dreistöckiger Turm mit Riesenrutsche, der weichen musste. Zudem gibt es den Boule-Verein „Diaboulo Bochum '86 e. V.“ direkt neben dem Spielplatz.
Ende 2023 wurden die Bereiche um den See umgestaltet und eine Promenade gebaut.